# Joseph Marie Le Bouédec
Pour les articles homonymes, voir Le Bouedec.
Joseph Marie Le Bouédec, né le 5 janvier 1829 à Pontrieux et mort le 29 janvier 1899 à Plounévez-Moëdec, est un général français.

## Biographie
Fils de Joseph Louis Marie Le Bouédec, percepteur, né à Callac d’une longue lignée de notaires et de propriétaires fonciers de la région et de Virginie Le Milier, née à Pontrieux.
Études au Petit Séminaire de Tréguier, puis de Rennes. Admis à l'École Spéciale Militaire de Saint-Cyr. Élève le 03/12/1847. Caporal le 05/06/1848. Sergent le 03/12/1848. Sous-Lieutenant au 46ème Régiment d'Infanterie en 1849. Lieutenant l06/02/1853. Il sert durant la guerre de Crimée en 1854 où il est blessé par balle à l'épaule et par un coup de baïonnette à l'avant-bras droit le 08/09/1855 lors du siège de Sébastopol. Il est alors cité à l'Ordre Général de l'Armée le 19/05/1855. Cité encore à l'Ordre de la 2ème Division les 23/05/1855 et 09/09/1855. Capitaine le 06/05/1855, il participe à la Campagne d'Italie. Capitaine-Adjudant-Major le 27/12/1858. Premier Prix d'Ensemble et Premier Prix d'Instruction à l'École de tir de Vincennes en 1859. Il démissionne le 04/02/1860.

En 1858, il épouse Marie Raymonde Antoinette Maynard de Lavalette, de dix ans son ainée, riche héritière originaire du Tarn.
En 1868 il fait une demande d'admission dans la Garde Nationale Mobile au Maréchal Adolphe Niel (1802-1869) et est nommé Chef de Bataillon du 3ème de Mobiles des Côtes-du-Nord le 04/08/1870.

## Évasion en ballon
Le mardi 25 octobre 1870, désigné pour prendre le commandement des troupes de provinces et tenter de desserrer l'étau prussien autour de Paris, il quitte en ballon la capitale assiégée. Il est accompagné du matelot Hervé Sené, pilote, et du commandant Delapierre . Après environ deux heures de vol, ils décident de tenter un atterrissage. Mais leur ballon est accueilli par des tirs prussiens qui les obligent à larguer un maximum de poids pour tenter une remontée d'urgence; tout y passe, y compris les sacs de courriers. Soudainement trop allégé, le ballon va commencer à prendre dangereusement de l’altitude. Certaines sources parlent d'une remontée autour de 5 000 mètres. Les passagers sont à court d'oxygène, et leurs oreilles sont prêtes à éclater. Dans une dernière tentative, désespéré, Joseph-Marie Le Bouédec va essayer de faire redescendre le ballon. Par chance, il y parvient et ils vont atterrir en Alsace, près du village d'Heiligenberg. 
Il faut faire vite, car une nouvelle fois des Prussiens ont repéré le ballon. La toile et la nacelle sont dissimulées, et les trois passagers sont remis sur pied par les habitants du village. Déguisés en bûcherons, ils vont marcher plus de  160 kilomètres  en quatre jours pour rejoindre les troupes françaises stationnées à Tours. 
Les Prussiens vont fouiller tout le village pour tenter de trouver des restes du ballon. Sans succès. Les habitants sont malmenés et menacés, personne ne parlera.

## Direction du camp de Conlie
Il rejoint ensuite le Général Émile de Keratry (1832-1904) le 01/11/1870 au "camp de Conlie" et est aussitôt nommé Colonel Hors Cadre Commandant du "camp de Conlie" le 01/11/1870, puis Général de Brigade Hors Cadre le 10/11/1870, et Commandant en Chef des Mobilisés de Bretagne le 27/11/1870. Général de Brigade Auxiliaire le 29/12/1870, Commandant de la 1ère Brigade de la 3ème Division du 16ème Corps de la 2ème Armée de la Loire (dite "Armée de Bretagne"). Il sera très rapidement remplacé par le général de Marivault à la tête du camp. Le 10/01/1871 il prend part à la "bataille du Mans" comme Commandant en Second de l'arrière-Garde et arrête les Prussiens. Général de Brigade Auxiliaire Commandant la 4ème Division du 16ème Corps le 04/03/1871. Commandant en Second de la Garde Nationale de Paris. Aide de Camp du Général Le Vailland. Licencié le 12/03/1871. Médaille d'Angleterre, Campagne d'Orient 1854-1855. Médaille d'Italie, Campagne d'Orient 1859. Chevalier de l'Ordre Ottoman du Médjidié (5ème classe) le 17/03/1856. Chevalier de l'Ordre Impérial de la Légion d'Honneur, 14/09/1855. Officier de l'Ordre Impérial de la Légion d'Honneur, Décret du 20/01/1871.